# زبان پونوساکان
پونوساکان یک زبان استرالیایی است که در مجاورت شهر بلانگ  ، سولاوسی شمالی ، اندونزی صحبت می شود . این زبان تقریباً منقرض شده است و از نوامبر ۲۰۱۴ تنها چهار سخنران مسلط باقی مانده است. 
1. ↑  Lobel 2015, p. 396.
2. ↑  Nordhoff, Sebastian; Hammarström, Harald; Forkel, Robert; Haspelmath, Martin, eds. (2013). "پونوساکان". Glottolog 2.2. Leipzig: Max Planck Institute for Evolutionary Anthropology. {{cite book}}: Invalid |display-editors=4 (help)